# Lissodendoryx oxeota
Lissodendoryx oxeota är en svampdjursart som beskrevs av Koltun 1958. Lissodendoryx oxeota ingår i släktet Lissodendoryx och familjen Coelosphaeridae. Inga underarter finns listade i Catalogue of Life.